# Hersilia okinawaensis
Hersilia okinawaensis är en spindelart som beskrevs av Akio Tanikawa 1999. Hersilia okinawaensis ingår i släktet Hersilia och familjen Hersiliidae. Inga underarter finns listade i Catalogue of Life.